# MG ZR

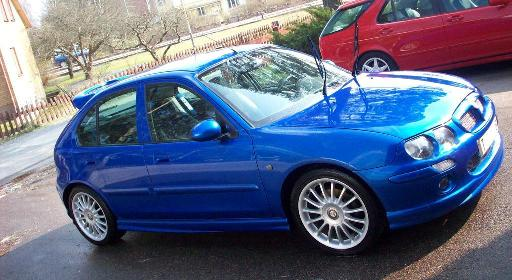
MG ZR 160 -04

MG ZR är den minsta av de täckta sportbilar Rover Group byggde på 2000-talet.
Den baseras på Rover 25 modellen men är utrustad med kjolar, vinge och annan grill.
Motorn har fått sig en uppdatering och chassit har blivit lägre och styvare.
Den såldes enbart i 160 varianten i Sverige.

## Teknisk Specifikation
Motor:
Frontmonterad tvärställd 4-cylindrig radmotor med dubbla överliggande kamaxlar, steglöst variabla kamtider.(VVC)
1796cc. 160bhp vid 7000 rpm,174Nm vid 4500 rpm. Bränsleinsprutning.
Växellåda: 5-växlad.
0-60 mph (0-96km/h)  7,3sek. Topphastighet 211km/h. 
Blandad bränsleförbrukning: 0,75 liter/mil.
Chassi:
MacPherson fjäderben fram.
H-axel med spiralfjädrar bak.
Bromsar:
Skivbromsar fram och bak. 282mm ventilerade skivor fram, 260mm skivor bak.
ABS-bromsar, diagonalt och dubbelt delat system.
EDB, elektronisk bromskraftfördelning.
Fälgar & Däck:
17x7" Straights aluminiumfälgar. 
Däckdimension 205/45R17".
Interiör:
Sportstolar Monaco halvläderklädsel. Läderinlägg i samma färg som bilen.
Svart läderratt.
Handbromsgrepp och växelspaksknopp i läder.
Kromade instegslister.
Fem 3-punktsbälten.
Exteriör:
Lackade ytterbackspeglar.
Lackade dörrhandtag.
Lackad grill.
Kjolpaket runt om.
Takvinge bak
Utrustning:
Startspärr.
AC.
Elhissar.
Elspeglar.
Volymetriskt larm.
Fjärrstyrt centrallås.
CD-Spelare.
Högtalare och diskanter i framdörrar, och högtalare vid sidan om hatthyllan bak.
Vikt:
1200kg